# Armida (Rossini)

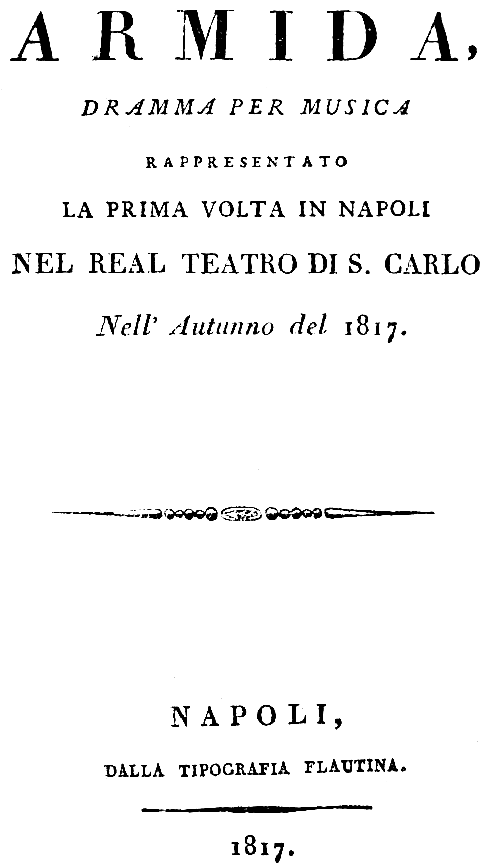
Librettots titelsida, Neapel 1817.

Armida är en opera (dramma per musica) i tre akter med musik av Gioacchino Rossini. Libretto av Giovanni Schmidt efter Torquato Tassos epos La Gerusalemme liberata (Det befriade Jerusalem).

## Historia
Några veckor efter uruppförandet av Den tjuvaktiga skatan på La Scala i Milano for Rossini tillbaka till Neapel. Där påbörjade han i början av augusti 1817 arbetet med sin nästa opera, vilken skulle spelas vid återöppnandet av Teatro San Carlo som hade eldhärjats vid en brand i februari 1816. Impressarion Domenico Barbaja förvissade sig om det skulle bli ett så storslaget verk som möjligt. Han valde historien om riddare Rinaldo och trollkvinnan Armida från Tassos epos Det befriade Jerusalem, som tidigare framgångsrikt hade tonsatts av både Lully, Gluck, Händel och Haydn. 
Schmidts libretto höll sig tämligen fri från originaltexten och hitta på några egna bihandlingar. Rossinis opera Tancredi byggde också på Tassos epos men med Armida hade han lämnat sin ungdoms idylliska värld för romantikens passion för exotism och övernaturliga fenomen, samtidigt som han visade fram mänsklig passion hos sina rollgestalter. I Neapel hade Rossini inlett ett förhållande med sopranen Isabella Colbran, som skulle sjunga huvudrollen. Premiären den 11 november 1817 blev ingen större succé trots att kung Ferdinand själv applåderade. 
Verket hade från början svårt att slå igenom, inte minst på grund av stora svårigheter med rollbesättningen. Huvudrollen Armida är en av Rossinis längsta och mest krävande sopranpartier med svåra koloraturpassager av alla slag genom hela operan, dessutom krävs det inte mindre än sex tenorer varav tre är av huvudrollskaraktär. 1818 spelades i Venedig en förkortad version. 1821 spelades operan på tyska i Wien och 1832 i Berlin.

## Personer
- Armida, prinsessa av Damaskus, trollkvinna (sopran)
- Rinaldo, en paladin (tenor)
- Gernando, en paladin (tenor)
- Ubaldo, en paladin (tenor)
- Carlo, en paladin (tenor)
- Goffredo, (Gottfrid av Bouillon), deras ledare (tenor)
- Eustazio, hans broder (tenor)
- Idraote, kung av Damaskus och Armidas farbror (bas)
- Astarotte, ledare för Armidas andar (bas)
- Paladiner, riddare, demoner, andar (kör)

## Handling
Armida har bestigit Damaskus med korsfararnas hjälp. Rinaldo underkuvar sin rival Gernando och hotas därefter av fältherren Goffredos hämnd. Under förevändning av att vilja rädda honom lockar Armida ut Rinaldo på sin förtrollade ö, där han njuter kärlekens fröjder tills korsfararna återför honom till plikterna medan Armida förbannar honom.

## Musiken
Orkestern består av:
- Träblås: två flöjter (två piccolaflöjter), två oboer (engelskt horn), två klarinetter, två fagotter
- Bleckblås: fyra valthorn, två trumpeter, tre tromboner, serpent
- Slagverk: pukor, bastrumma, triangel, sistrum, tamtam
- Harpa
- Stråkar

Operan innehåller följande musiknummer:
- Sinfonia (Ouvertyr)

Akt I
- Nr. 1. Introduktion (Riddarekör, Goffredo): "Lieto, ridente oltre l'usato" (Scen 1)
- Nr. 2. Riddarekör (Eutazio, Goffredo, kör): "Germano, a te richiede" (Scen 2)
- Nr. 3. Kvartett (Armida, Goffredo, Idraote, Eustazio, kör): "Sventurata! Or che mi resta" (Scen 3)
- Nr. 4. Aria (Gernando): "Non soffrirò l'offesa" (Scen 5)
- Nr. 5. Duett (Rinaldo, Armida): "Amor... Possente nome!" (Scen 7)
- Nr. 6. Final I: "Se pari agli accenti" (Scen 9)

Akt II
- Nr. 7. Demonkör (Kör, Astarotte): "Alla voce d'Armida possente" (Scen 1)
- Nr. 8. Kör: "Di ferro e fiamme cinti" (Scen 1)
- Nr. 9. Duett (Rinaldo, Armida): "Dove son io?" (Scen 2)
- Nr. 10. Final II: "No, d'amor la reggia è questa" (Scen 2)
- Balett

Akt III
- Nr. 11. Duett (Ubaldo, Carlo): "Come l'aurette placide" (Scen 1)
- Nr. 12. Nymfkör: "Qui tutto è calma" (Scen 2)
- Nr. 13. Duett (Armida, Rinaldo): "Soavi catene" (Scen 4)
- Nr. 14. Terzett (Rinaldo, Carlo, Ubaldo): "In quale aspetto imbelle" (Scen 6)
- Nr. 15. Final III: "Se al mio crudel tormento" (Scen 9)

Armida är den enda av Rossinis italienska operor som innehåller såväl en balett som magiska effekter. Det är övervägande manliga ensemblenummer i stället för recitativ, och inte mindre än tre duetter mellan Armida och Rinaldo. Operans enda aria tillhör varken Armida eller den manliga huvudrollen Rinaldo, utan Gernando. Allt detta ställer titelfiguren och styckets enda kvinnliga roll i bakgrunden.